# Inermiidae
Inermiidae é uma família de peixes da subordem Percoidei, superfamília Percoidea.

## Géneros e espécies
É uma família muito reduzida, com apenas duas espécies:
- Género Emmelichthyops:
  - Emmelichthyops atlanticus (Schultz, 1945)
- Género Inermia:
  - Inermia vittata (Poey, 1860)